# Flagelliphantes bergstromi
Flagelliphantes bergstromi is een spinnensoort in de taxonomische indeling van de hangmatspinnen (Linyphiidae).
Het dier behoort tot het geslacht Flagelliphantes. De wetenschappelijke naam van de soort werd voor het eerst geldig gepubliceerd in 1931 door Ehrenfried Schenkel-Haas.